# سنوات الأرز والملح
سنوات الرز والملح رواية تاريخ بديل لكاتب الخيال العلمي الأمريكي كيم ستانلي روبنسون، نشرت عام 2002. تستكشف الرواية كيف كان تاريخ العالم ليتغير لو قتل الطاعون الأسود 99% من سكان أوروبا، بدلًا من الثلث (بسبب قطط أقل وفئران أكثر). تمتد أحداث الرواية المقسمة إلى عشرة أجزاء لمئات من السنوات، من الغازي المسلم تيمور إلى القرن الحادي والعشرين، إذ سكن رواد المسلمين أوروبا، وتحالف السكان الأصليين في الأمريكيتين لمقاومة الغزاة من المسلمين والصينيين، وقامت حرب مدتها 67 عامًا بين الدول المسلمة والصينيين وحلفائهم بشكل أساسي. في حين تجري أحداث الأجزاء العشرة في أماكن وأوقات مختلفة، فإنها جميعًا متصلة بمجموعة من الشخصيات يعاد تجسيدهم من خلال التقمص في كل مرة ولكنهم يعرفون للقارئ عن طريق الحرف الأول من اسمهم الذي يظل نفسه في كل حياة.
تستكشف الرواية موضوعات التاريخ والدين والحركات الاجتماعية. يسير التاريخ الاجتماعي أحداث الرواية أكثر من التاريخ السياسي أو العسكري. وجد النقاد أن الكتاب ثري بالتفاصيل، وواقعي، وجدير بالتأمل. ربح كتاب سنوات الرز والملح جائزة لوكس لأفضل رواية خيال علمي عام 2003. وترشح في نفس السنة لجائزة آرثر سي. كلارك وجائزة هوغو والجائزة البريطانية للخيال العلمي.

## خلفية
في وقت نشر الرواية عام 2002، كان مؤلف أدب الخيال العلمي كيم ستانلي روبنسون قد بلغ 49 عامًا وكان يعيش في دافيس، كاليفورنيا. استلهم فكرة سنوات الرز والملح في سبعينيات القرن العشرين حين كان يفكر في أي سيناريو تاريخي محور يمكنه أن يؤدي إلى «أكبر تغيير يمكن أن ينجح من حيث إمكانية المقارنة بتاريخنا الحقيقي». واهتم إثر ذلك بالصين والبوذية التي درسها لأجل مشروعه.
قصة روبنسون الوحيدة من فئة التاريخ البديل قبل هذا المشروع كانت قصته القصيرة بعنوان «ضربة الحظ» (1984)، وفيها تتحطم طائرة إينولا غي في إحدى تدريباته العسكرية ويكون على طاقمه البديل إتمام تفجير قنبلة هيروشيما.
كتب روبنسون أيضًا مقالًا بعنوان «اعتماد حساس على الشروط الابتدائية» (1991)، مقارنًا بين النظريات المختلفة للتاريخ وقوانين العلوم، كنموذج همبل-أوبنهايم، لشرح كيفية الوصول إلى أحداث التاريخ البديلة، مستخدمًا قصته «ضربة الحظ» كمثال.
استكشف فكرة التأثيرات غير الغربية خالقًا ثقافةً جديدة أثناء عمله على ثلاثية المريخ خاصته، التي كان فيها تأثير إسلامي كبير في مستعمرة مريخية. أعطت ثلاثية المريخ سمعة جيدة لروبنسون عن جودة كتابته وغناها بالتفاصيل الذي يمكن مقارنته بكتابات جيمس ميشنر، بالإضافة إلى أن الثلاثية أكسبته جائزة السديم (جائزة نيبيولا) لأفضل رواية عن رواية المريخ الأحمر (1993) وجائزتي هوغو ولوكس لروايتي المريخ الأخضر (1994) والمريخ الأزرق (1996). أتبع روبنسون ثلاثية المريخ برواية القارة القطبية الجنوبية (1997)، التي ربحت جائزة أليكس، ومجموعتين للقصص القصيرة، المريخيون (1999) وفّينلندا الحلم (2001)، قبل أن ينشر سنوات الرز والملح. 

## قطعة
تنقسم القصة إلى عشرة أجزاء.

## النشر والاستقبال

### جوائز
حازت على جائزة لوكوس لعام 2003 لأفضل رواية خيال علمي وتم ترشيحها لجائزة هوغو لأفضل رواية وجائزة الخيال العلمي البريطاني.